# Нот (мифология)
Нот (др.-греч. Νότος) — в древнегреческой мифологии олицетворение южного (горячего) ветра, известного также как нотос и  нотья. Сын титана звёздного неба Астрея и титаниды зари Эос, брат Зефира, Эвра и Борея.
В Средиземном, Азовском и Чёрном морях это тёплый, сильный и влажный ветер, приносящий туманы и дожди.
Гесиод называл его «ужасным» за его высокую температуру. Упоминания Нота встречаются в «Илиаде» и «Одиссее». Ноту посвящён LXXXI орфический гимн. Считался посланником титана Гелиоса.
В искусстве Нот обычно изображается в виде крылатого божества, как правило, под проливным дождем.
У римлян ему соответствует Австер.